# Valérie Zawadská
Valérie Zawadská (* 19. září 1958 Šternberk) je česká herečka, šestinásobná vítězka ankety TýTý v kategorii dabérek.

## Život
Narodila se ve Šternberku do slovenské rodiny. Po otci má také polský a ukrajinský původ, po matce i maďarský a cikánský. Má o rok starší sestru Annu. Rodiče pracovali v zemědělství a často se stěhovali, takže do základní školy začala chodit ve Slezských Rudolticích. Od třetí třídy navštěvovala školu v Loučné nad Desnou, kde už rodina zůstala trvale. Již na základní škole začala recitovat a navštěvovat taneční a pěvecký kroužek, později i kroužek divadelní. I na šumperském gymnáziu pokračovala v herectví a recitaci, a vyhrála opakovaně v letech 1973–1975 celostátní amatérské recitační soutěže Wolkerův Prostějov i Neumannovy Poděbrady.
Po maturitě v roce 1977 na gymnáziu v Šumperku nebyla přijata na JAMU v Brně, ale získala angažmá v Severomoravském divadle v Šumperku jako elévka. O rok později byla přijata na DAMU v Praze, kterou v roce 1982 úspěšně dokončila. Následovalo čtyřleté angažmá v Západočeském divadle v Chebu. Z OO-MV Cheb pochází její první záznam z roku 1985 v archivech StB jako kandidátky tajné spolupráce pod krycím jménem Eva. Ještě téhož roku se stala agentkou. Následujícího roku přešla do Městských divadel pražských a pod pražskou správu StB. V divadle sama na konci roku 1993 svou působnost ukončila a od té doby je na volné noze. Ze Správy StB Praha II. a odboru 4. oddělení pochází druhý záznam o spolupráci s StB opět pod krycím jménem Eva.
Během své kariéry se objevila v několika celovečerních filmech jako Rozpuštěný a vypuštěný nebo Snowboarďáci, mnoha televizních inscenacích a seriálech (Dobrodružství kriminalistiky, Četnické humoresky, Rodinná pouta, Ordinace v růžové zahradě 2...).
V roce 1995 se jí narodil syn Jan a o tři roky později Roman. Jejím životním partnerem je muzikant Roman „Krokus“ Kříž.

## Vybraná filmografie

### Herecká filmografie
- 1980 – Ten svetr si nesvlíkej
- 1981 – Škola hrou
- 1981 – Medailónek
- 1981 – A na konci je začátek
- 1982 – Šílený kankán
- 1984 – Rozpuštěný a vypuštěný
- 1988 – Iba deň
- 1988 – Rodáci
- 1989 – Dobrodružství kriminalistiky
- 1991 – Odsouzen k životu, Hřbitov pro cizince
- 1992 – Hříchy pro pátera Knoxe
- 1993 – Jedna kočka za druhou
- 1993 – Zámek v Čechách
- 1993 – Zobani
- 1994 – O zvířatech a lidech, Kráva
- 1996 – Hospoda
- 1997 – Četnické humoresky
- 1997 – Trampoty pana Humbla
- 1998 – Jezerní královna
- 2001 – Duch český
- 2002 – Černý slzy
- 2004 – Snowboarďáci
- 2004 – Rodinná pouta
- 2007 – Velmi křehké vztahy
- 2007 – Poslední plavky
- 2025 – Krtkův svět

### Dabing
- 1981 – TV film Honička – Lee Purcell (Eileen Noonanová)
- 1986 – TV film Zkouška neviny – Sarah Miles (Mary Durantová)
- 1988 – TV film Nahá láska – Tatiana Moukhine (dáma s pletením v čekárně)
- 1989 – TV film Sportovní šance – Mary Ann (Mary)
- 1989 – seriál Zázračný lékař – Jane Laurie (slečna Mastersová)
- 1989 – seriál Vražda na úrovni – Catherine Kessler (Carrie)
- 1989 – seriál Urvi co můžeš – Anna Gaël (Hillová)
- 1989 – seriál S pověstí lháře – Petra Maria Grühn (Gaby Flessnerová)
- 1989 – seriál Něžní zmatkáři – (žena ubytovaná v hotelu)
- 1989 – seriál Mio, můj Mio – Susannah York (tkadlena)
- 1989 – seriál Ginger a Fred – Augusto Poderosi (transvestit)
- 199× – seriál Dynastie – Joan Collins (Alexis Carrington Colbyová)
- 199× – seriál Doktorka Quinnová – Fionnula Flanagan (Heart)
- 199× – TV film Zločin a trest – Carole Nimmons (Marfa Petrovna)
- 199× – TV film Zlaté pobřeží – Marg Helgenberger (Karen)
- 199× – TV film Tina Turner – Angela Bassettová (Anna Mae Bullocková / Tina Turnerová)
- 199× – TV film Střihoruký Edward – Kathy Baker (Joyce Monroeová)
- 199× – TV film Stačí si přát – Kathleen Turner (Claudia)
- 199× – TV film Srdce je osamělý lovec – Cicely Tyson (Portie)
- 199× – TV film Semtex blues – Kathleen Turner (Jane Blue)
- 199× – TV film Řidič a fantom – Béatrice Agenin (Hélène)
- 199× – TV film Pomsta bude sladká – Kristin Scott Thomas (Imogen Staxton-Billingová)
- 199× – TV film Okno do ložnice – Isabelle Huppertová (Sylvie Wentworthová)
- 199× – TV film Nemilosrdně – Kim Basinger (Michel Duval)
- 199× – TV film Nahý oběd – Judy Davisová (Joan Frost / Joan Lee)
- 199× – TV film Malá mořská víla – (Uršula)
- 199× – TV film Král Králů – Rita Gam (Herodia)
- 199× – TV film Kouzelná země skřítků – Whoopi Goldberg (Velká Banshee)
- 199× – TV film Kontakt – Angela Bassettová (Rachel Constantineová)
- 199× – TV film Jezdci po nebesích – Susannah York (Ellen Bracken)
- 199× – TV film Hra s diamanty – Lesley-Anne Down (Gillian Bromleyová)
- 199× – TV film Hledá se Johny " R " – Marianne Koch (Bea Burdette / Regi Osborn)
- 199× – TV film Hlad – Catherine Deneuve (Miriam Blaylocková)
- 199× – TV film Duston: Sám v hotelu – Faye Dunawayová (paní Dubrowová)
- 199× – TV film Dej si pohov, kámoši 2 – Ann-Margret (Ariel Truaxová)
- 199× – TV film 1492: Dobytí ráje – Sigourney Weaver (Isabella I.)
- 1990 – TV film Ohlášení vražda – Liz Crowther (Myrna Harrisová)
- 1990 – TV film Půlnoční kovboj – Sylvia Miles (Cass)
- 1990 – TV film Princezna Husopaska – Regina Beyer (královna)
- 1990 – TV film Nepřátelé státu – Caroline Hutchinson (Kamila)
- 1991–1993 – seriál June Foray (Magika von Čáry) – June Foray (Magika von Čáry)
- 1991 – TV film Tenkrát na západě – Claudia Cardinale (Jill McBainová)
- 1991 – TV film Okupace ve 26 obrazech – Dušica Žegarac (Cvijeta)
- 1991 – TV film Klute – Rita Gam (Trina)
- 1991 – TV film Cid – Genevieve Page (princezna Urraca)
- 1991 – TV film Bláznivý jed – (sekretářka Laura)
- 1992 – seriál Plány a touhy – Suzan Crowley (Hilary Robarts)
- 1992 – TV film Život a doba soudce Roye Beana – Ava Gardner (Lily Langtry)
- 1992 – TV film Žiju se svým tátou – Nell Johnson (Claudette)
- 1992 – TV film Slavné jméno Houdini – Barbara Rhoades (Margery Crandonová)
- 1992 – TV film Podivná spravedlnost – Catherine Deneuve (Nicole Britton)
- 1992 – TV film Ledová ňadra – Nicoletta Machiavelli (paní Jacqueline Rilsonová)
- 1992 – TV film Čest rodiny Prizziů – Anjelica Huston (Maerose Prizzi)
- 1993 – TV film Velký Waldo Pepper – Margot Kidder (Maude)
- 1993 – TV film Souboj na slunci – Jennifer Jones (Pearl Chavezová)
- 1993 – TV film Operace Monolit – Lindsay Frost (Terri Flynnová)
- 1993 – TV film Cestující v dešti – Corinne Marchand (Tania)
- 1994 – seriál Kutil Tim – 1.–4.série – Patricia Richardson (Jill Taylorová)
- 1994 – TV film Věříme v Boha? – Louise Lasser (Mary)
- 1994 – TV film Švédská princezna – Joanna Pacula (princezna Nicole)
- 1994 – TV film Super – Stacey Travis, LaTanya Richardson (Heather (sudkyně Smithová)
- 1994 – TV film Stopa Růžového pantera – Joanna Lumley (Marie Jouvet)
- 1994 – TV film Star Trek IV: Cesta domů – Nichelle Nichols (Uhura)
- 1994 – TV film Star Trek III: Hledání Spocka – Nichelle Nichols (Uhura)
- 1994 – TV film Star Trek II: Khanův hněv – Nichelle Nichols (Uhura)
- 1994 – TV film Sobota, neděle, pondělí – (vypravěčka)
- 1994 – TV film Růžový panter znovu zasahuje – Vanda Godsell (slečna Leverlillyová)
- 1994 – TV film Předu, předu, Paříž – Judy Garland (Mewsette)
- 1994 – TV film Podivný pár – Carole Shelley (Gwendolyn Holubová)
- 1994 – TV film Hotel New Hampshire – Jonelle Allen (Sabrina)
- 1994 – TV film Hlad – Catherine Deneuve (Miriam Blaylocková)
- 1994 – TV film Hezká, bohatá, s malou tělesnou vadou hledá – Elena Fiore (Teresa Pescosolido)
- 1994 – TV film Dej si pohov, kámoši – Ann-Margret (Ariel Truaxová)
- 1994 – TV film Barva peněz – Helen Shaver (Janelle)
- 1994 – TV film Addamsova rodina 2 – Anjelica Huston (Morticia Addamsová)
- 1995–1997 – seriál Ženatý se závazky – Katey Sagal (Peggy Bundová)
- 1995 – TV film Star Trek I: Film – Nichelle Nichols (Uhura)
- 1995 – TV film Soumrak dne – Emma Thompson (slečna Kentonová)
- 1995 – TV film Hořící sezóna – Sonia Braga (Regina de Carvalhová)
- 1995 – TV film Hold – Gale Garnett (Hilary)
- 1995 – TV film 101 dalmatinů – Betty Lou Gerson (Cruella)
- 1996–1997 – seriál Škola zlomených srdcí – 6.–7.série – Andrea Moor (Di Barnettová)
- 1996–2000 – seriál Přátelé – Christina Pickles (Judy Gellerová)
- 1996 – seriál MacGyver – 1.série – Jacqui Evans (gamblérka)
- 1996 – seriál MacGyver – 6.série – Linda Darlow (Connie Thorntonová)
- 1996 – seriál MacGyver – 7.série – Kimberly Scott (Mamča Lorraine)
- 1996 – seriál Columbo: Vražda, kouř a stíny – Lisa Barnes (číšnice)
- 1996 – seriál Columbo: Rozhodující zápas – Susan Howard (Shirley Wagnerová)
- 1996 – seriál Columbo: Odpočívejte v pokoji, paní Columbová – Helen Shaver (Vivian Dimitriová)
- 1996 – seriál Columbo: Columbo v přestrojení – Shera Danese (Geraldine Fergusonová)
- 1996 – TV film Sedmkrát žena – Anita Ekberg (Claudie)
- 1996 – TV film Ptačí klec – Christine Baranski (Katherine Archerová)
- 1996 – TV film Poslední metro – Andréa Ferréol (Arlette Guillaumová)
- 1996 – TV film Pán přílivu – Kate Nelligan (Lila Wingo Newbury)
- 1996 – TV film Nesmiřitelní – Frances Fischer (Alice)
- 1996 – TV film Hledá se láska – Ruby Dee (Corrine Dart)
- 1996 – TV film Duch – Armelia McQueen (sestra Ody Mae)
- 1996 – TV film Baxter – Lynn Carlin (paní Baxterová)
- 1996 – TV film Až si vydechnu – Angela Bassettová (Bernadine Harrisová)
- 1996 – TV film Agent WC 40 – Marcia Gay Harden (slečna Cheevusová)
- 1997 – seriál Star Trek: Nová generace – 5.série – Barbara March, Megan Cole (Lursa, Noor)
- 1997 – seriál Muž v domácnosti – Virginie Pradal (Estelle)
- 1997 – seriál Herkules – 1.série – Meg Foster (Hera)
- 1997 – TV film Žena na pokraji nervového zhroucení – Carmen Maura (Pepa)
- 1997 – TV film Zvláštní den – Sophia Loren (Antonietta)
- 1997 – TV film Zločin v expresu – Simone Signoret (Daresová)
- 1997 – TV film Ptáci – Suzanne Pleshette (Annie Hayworthová)
- 1997 – TV film Povídky ze záhrobí: Upíří nevěstinec – Angie Everhart (Lillith)
- 1997 – TV film Poslední don – Kirstie Alleyová (Rose Marie Clericuzio)
- 1997 – TV film Policajt ze San Franciska – Kim Miyori (detektivka Kimurová)
- 1997 – TV film Není co ztratit – (prodavačka v restauraci)
- 1997 – TV film Lupička – Whoopi Goldberg (Bernice Rhodenbarrová)
- 1997 – TV film Konec Sheily – Raquel Welch (Alice)
- 1997 – TV film Klub odložených žen – Goldie Hawn (Elise Elliot Atchisonová)
- 1997 – TV film Kniha džunglí – (Baghíra)
- 1997 – TV film Jestliže je úterý, musíme být v Belgii – Suzanne Pleshette (Samantha Perkinsová)
- 1997 – TV film Jasný terč – Barbara Harris (Mary Blanková)
- 1997 – TV film Dave – Sigourney Weaver (Ellen Mitchellová)
- 1997 – TV film Čas zabíjet – Tonea Stewart (Gwen Hailey)
- 1997 – TV film Blue Brothers – Kathleen Freeman (sestra Mary)
- 1997 – TV film 101 dalmatinů – Glenn Close (Cruella DeVil)
- 1998 – TV film Tváří v tvář – C.CH Pounder (doktorka Holllis Miller)
- 1998 – TV film Soukromé neřesti – Robin Quivers (Robin Quiversová)
- 1998 – TV film Ptáci v trní – Barbara Stanwyck (Mary Carsonová)
- 1998 – TV film Petrovi přátelé – Alphonsia Emmanuel (Sarah Johnsonová)
- 1998 – TV film Návrat Addamsovy rodiny – Daryl Hannah (Morticia Addamsová)
- 1998 – TV film Mravenec Z – Jane Curtin (Sosice)
- 1998 – TV film Lví král 2: Simbův příběh – Suzanne Pleshette (Zira)
- 1998 – TV film Lucky: Příběh jednoho života – Audrey Landers (Marabelle)
- 1998 – TV film Kontakt – Angela Bassettová (Rachel Constantineová)
- 1998 – TV film Kočka – Simone Signoret (Clémence Bouinová)
- 1998 – TV film Kanibalové 2 – Ursula Andress (Susan Stevenson)
- 1998 – TV film Flubber – (sekretářka šéfa automobilky)
- 1999 – seriál Star Trek: Nová generace – 5.série – Barbara March, Megan Cole (Lursa, Noor)
- 1999 – seriál Esmeralda – Raquel Olmedo (Dominga)
- 1999 – TV film Život je krásný – Giuliana Lojodice (ředitelka školy)
- 1999 – TV film Život a hudba Bee Gees – (učitelka na základní škole)
- 1999 – TV film Tři zlaté vlasy děda Vševěda – Beata Znaková (mlynářka)
- 1999 – TV film Příběh Dottie Westové – Michele Lee (Dottie Westová)
- 1999 – TV film Pozor na Harryho – Hazelle Goodman (Cookie)
- 1999 – TV film Polská svatba – Lena Olin (Jadzia)
- 1999 – TV film Neříkejte mamince, že pečovatelka zemřela – Joanna Cassidy (Rose Lindseyová)
- 1999 – TV film Muž, který se mi líbí – Annie Girardot (Francoise)
- 1999 – TV film Jack Brown – Pam Grier (Jackie Brownová)
- 1999 – TV film Chléb, láska a ..... – Sophia Loren (Donna Sofia)
- 1999 – TV film Burani ve městě – Goldie Hawn (Nancy Clarková)
- 1999 – TV film Ber 52 – Ann-Margret (Barbara Mitchellová)
- 1999 – PC hra Polda 2
- 200× – seriál Zachraň mě – 5.série – Kathleen Chalfant (Seanova máma)
- 200× – seriál Nezkrotná Lucía – Norma Zúñiga (Doña Lola)
- 200× – seriál Luisa Fernanda – Beatriz Valdes (Dinora)
- 200× – seriál To je vražda, napsala: Konečně na svobodě – Phylicia Rashad (Cassandra Hawkinsová)
- 200× – TV film Útes – Sela Ward (Anna Leathová)
- 200× – TV film Šťastný den – Amanda Donohoe (Nora Barkinová)
- 200× – TV film Sněhová kalamita – Jean Smart (Laura Brandstonová)
- 200× – TV film Sladké lži – Joan Collins (Arianna, Risina matka)
- 200× – TV film Rytířem na hradě Kamelot – Amanda Donohoe (královna Guinevere)
- 200× – TV film Na milost a nemilost – Joanna Kerns (Elizabeth Cooperová)
- 200× – TV film Manželka pro kněze – Sophia Loren (Valeria Billiová)
- 200× – TV film Líběj mě, Katko – Kathryn Grayson (Lilli Vanessiová)
- 200× – TV film Král rybář – Mercedes Ruehl (Anne)
- 200× – TV film Konec Divokého západu – Anjelica Huston (Calamity Jane)
- 200× – TV film K čertu s hrdiny – Claudia Cardinale (Elena)
- 200× – TV film Jsem do ní blázen – Raquel Welch (Jacqueline)
- 200× – TV film Hluboký spánek – Joan Collins (Agnes Lozelleová)
- 200× – TV film Hádův faktor – Anjelica Huston (President)
- 200× – TV film Drsný chlapík – Claudia Cardinale (baronka)
- 200× – TV film Detektiv Janek: Vnitřní záležitosti – Kate Capshaw (Joanna Gatesová)
- 200× – 2010 – dokument Letecké katastrofy – Stephen Bogaert (komentář)
- 2000 – seriál Siska – 1.série – Birgit Doll (Nora Eckoltová)
- 2000 – seriál Červený bedrník – Denise Black (Gabrielle Damienová)
- 2000 – TV film Tři králové – Nora Dunn (Adriana Cruzová)
- 2000 – TV film Trhák pana Bowfingera – Christine Baranski (Carol)
- 2000 – TV film Tenkrát na západě – Claudia Cardinale (Jill McBainová)
- 2000 – TV film Star Trek V: Nejzazší hranice – Nichelle Nichols (Uhura)
- 2000 – TV film Schůzky se smrtí – Jennifer O'Neill (Heather Mooreová)
- 2000 – TV film Sicilský klan – Sally Nesbitt (paní Evansová)
- 2000 – TV film Rozmarný duch – Kay Hammond (Elvira Condomine)
- 2000 – TV film Noviny – Lynne Thigpen (Janet)
- 2000 – TV film Nebe, peklo, ráj – Glenda Jackson (Isobel)
- 2000 – TV film Malá mořská víla 2: Návrat do moře – (Morgana)
- 2000 – TV film Láska je láska – Jill Ung (Birgitta)
- 2000 – TV film 102 dalmatinů – Glenn Close (Cruella DeVil)
- 2000 – PC hra Polda 3
- 2001 – seriál Všichni starostovi muži – 2.série – Jennifer Esposito (Stacey Paterno)
- 2001 – seriál Barvy lásky – Hilda Abrahamz (Candelaria Pabuena)
- 2001 – TV film Životní zkouška – Pamela Reed (Janis Goodmanová)
- 2001 – TV film Vtip – Audra McDonald (Susie Monahanová)
- 2001 – TV film Vše o mé matce – Antonia San Juan (Agrado)
- 2001 – TV film Trosečník – Viveka Davis (pilotka Gwen)
- 2001 – TV film Superdívka – Faye Dunawayová (Selena)
- 2001 – TV film Srdce v oblacích – Christine Lahti (Ruby)
- 2001 – TV film Popelka 2: Splněný sen – (Prudencie)
- 2001 – TV film Podzim v New Yorku – Mary Beth Hurt (doktorka Sibleyová)
- 2001 – TV film Lady a Tramp 2: Scampova dobrodružství – Cathy Moriarty (Ruby)
- 2001 – TV film Král Rybář – Mercedes Ruehl (Anne)
- 2001 – TV film Jako kočky a psi – Susan Sarandon (Ivy)
- 2001 – TV film Dvanáct rozhněvaných mužů – Mary McDonnell (soudkyně)
- 2001 – TV film Billy Elliot – Julie Waltersová (paní Wilkinsonová)
- 2001 – TV film Bílá vdova – Diana Quick (Honey Chambers)
- 2001 – TV film Alice už tu nebydlí – Diane Ladd (Flo)
- 2002 – seriál Ztracený svět – 2. série – Natasha Beaumont (Qinaq)
- 2002 – seriál Hercule Poirot: Vražda na golfovém hřišti – Katherine Fahey (Bernadette Daubreuilová)
- 2002 – TV film Železná maska – Germaine Montero (královna Anna Rakouská)
- 2002 – TV film Únos dítěte – Alberta Watson (agentka Lynette Grahamová)
- 2002 – TV film Taková zvláštní rodinka – Anjelica Huston (Etheline Tenenbaumová)
- 2002 – TV film Sedmý hřích – Joan Pringle (Sara)
- 2002 – TV film Přejezd Kassandra – Ava Gardner (Nicole Dressler)
- 2002 – TV film Polibek upíra – Elizabeth Ashley (dr. Glaserová)
- 2002 – TV film Opravdová blondýnka – Marlo Thomas (Blair)
- 2002 – TV film Muž bez tváře – Margaret Whitton (Catherine Palin)
- 2002 – TV film Matilda – Rhea Perlman (Zinnia Wormwoodová)
- 2002 – TV film Krvavá stopa – Anjelica Huston (Dr. Bonnie Fox)
- 2002 – TV film Holky to chtěj taky – Ulrike Kriener (Ingrid)
- 2002 – PC hra Polda 4
- 2003 – seriál Pomsta – Norma Zúñiga (Providencia Santanderová)
- 2003 – seriál Komisař Moulin – Natacha Amal (Sam)
- 2003 – TV film Sbohem buď, lásko má – Sylvia Miles (Jessie Halsteadová Florianová)
- 2003 – TV film Romeo a Julie – Natasha Parry (Capuletová)
- 2003 – TV film Rodina policajtů III – Heather Gordon (Tali Feinová)
- 2003 – TV film Před svatbou ne! – Sigourney Weaver (Max Connersová)
- 2003 – TV film Mlhy Avalonu – Anjelica Huston (Vivianne)
- 2003 – TV film Jů, vona je chlap – Jenifer Lewis (teta Ruby)
- 2003 – TV film Inspektor Rebus: Válka gangů – Gayanne Potter (Siobhan Clarke)
- 2003 – TV film Chicago – Queen Latifah (Matrona "Máma" Mortonová)
- 2003 – TV film Hon na čarodějnice – John Epperson (Vivian Dart)
- 2003 – TV film Eso es – Marie-France Pisier (Gaby Delcourtová)
- 2003 – TV film Anatomie vraždy – Eve Arden (Maida Rutledge)
- 2004 – TV film Život pod vodou – Anjelica Huston (Eleanor Zissou)
- 2004 – TV film U nás na farmě – Ann Richards, Estelle Harris (Annie, Audrey)
- 2004 – TV film Stepfordské paničky – Glenn Close (Claire Wellingtonová)
- 2004 – TV film Soumrak mrtvých – Jessica Hynes (Yvonne)
- 2004 – TV film Rychlý stripes – Wendie Malick (Clara Dalrympleová)
- 2004 – TV film Rozvod po francouzsku – Glenn Close (Olivia Pace)
- 2004 – TV film Přistání naslepo – Kelly McGillis (Susan Strattonová)
- 2004 – TV film Nemesis – Rena Owen (Emily Gray)
- 2004 – TV film Líbejte se, s kým je libo – Charlotte Rampling (Elizabeth Lannier)
- 2004 – TV film Holky z kalendáře – Julie Waltersová (Annie)
- 2004 – TV film Rosamunde Pilcher: Láska ve hře – Heidelinde Weis (Vivian Gould-Parkerová)
- 2004 – TV film Dům z písku a mlhy – Shohreh Aghdashloo (Nadi)
- 2004 – TV film Dokud nás smrt nerozdělí – Candice Bergen (Judy Tobiasová)
- 2004 – TV film A kapela hrála dál – Anjelica Huston (Dr. Betsy Reiszová)
- 2005 – seriál Kutil Tim – 5.–8.série – Patricia Richardson (Jill Taylorová)
- 2005 – seriál Kriminálka Miami – 1.série – Wanda De Jesus (Adell Sevillová)
- 2005 – seriál Anastázie – Svetlana Toma (čarodějnice Syčicha)
- 2005 – TV film Slečna Marplová: Mrtvola v knihovně – Tara Fitzgerald (Adelaide Jeffersonová)
- 2005 – TV film Vánoce naruby – Jan Hoag (vedoucí zpívajících)
- 2005 – TV film Spolek fanoušků Jamese Deana – Cher (Sissy)
- 2005 – TV film Návrat Addamsovny rodiny – Daryl Hannah (Morticia Addams)
- 2005 – TV film Jízda na střele – Barbara Hershey (Jean Parker)
- 2005 – TV film Harry Potter a Ohnivý pohár – Frances de la Tour (madame Maxime)
- 2005 – TV film Catwoman – Sharon Stone (Laurel Hedareová)
- 2005 – TV film 7 trpaslíků – Nina Hagen (zlá královna)
- 2006 – seriál Řím – 1.série – Lindsay Duncan (Servilia)
- 2006 – seriál Policejní odznak – 3.série – (kapitánka Claudette Wyms)
- 2006 – seriál Hercule Poirot: Karty na stole – Lesley Manville (paní Lorrimerová)
- 2006 – seriál Hercule Poirot: Čas přílivu – Penny Downie (Frances Cloade)
- 2006 – TV film Zůstaň hladový – Helena Kallianiotes (Anita)
- 2006 – TV film Vládce knih – Whoopi Goldberg (Fantazie)
- 2006 – TV film Větší než nebe – Clare Higgins (Edwina Walters)
- 2006 – TV film Umění musí bolet – Anjelica Huston (učitelka historie umění)
- 2006 – TV film Svatojakubská pouť – Muriel Robin (Clara)
- 2006 – TV film Nelítostná rasa – Diane Lane (Liz Earlová)
- 2006 – TV film Motel Niagara – Wendy Crewson (Lily)
- 2006 – TV film Match Point - Hra osudu – Penelope Wilton (Eleanor Hewettová)
- 2006 – TV film Kdo s koho – Angela Bassettová (Diane)
- 2006 – TV film Happy Feet – Miriam Margolyes (paní Astrakanová)
- 2006 – TV film Dům u jezera – Shohreh Aghdashloo (Anna)
- 2006 – TV film Bludiště vzpomínek – Rosa Zacharie (Pauline Maksoud)
- 2006 – TV film Auta – Jenifer Lewis (Flo)
- 2007 – seriál Zoufalé manželky – 2. série – Alfre Woodard (Betty Applewhiteová)
- 2007 – seriál Řím – 2. série – Lindsay Duncan (Servilia)
- 2007 – seriál Právo a pořádek – 4.série – S. Epatha Merkerson (poručík Anita Van Buren)
- 2007 – seriál Agentura Jasno – 1.série – Mercedes Ruehl (detektiv Goochbergová)
- 2007 – TV film Zapomeň na to – Raquel Welch (Chrissy DeLee)
- 2007 – TV film Velkej biják – Jennifer Coolidge (Bílá čubka)
- 2007 – TV film Topkapi – Melina Mercouri (Elizabeth Lippová)
- 2007 – TV film Ten třetí je navíc – Sean Young (Ann Rutka)
- 2007 – TV film Shalako – Valerie French (Elena Clarkeová)
- 2007 – TV film Sedadla v parteru – Dani (Claudie)
- 2007 – TV film Mé druhé já – Ene Oloja (Josai)
- 2007 – TV film Manželství po italsku – Sophia Loren (Filumena Marturano)
- 2007 – TV film Líbánky bez ženicha – Tuesday Weld (Nora Clayton)
- 2007 – TV film Kouzelná romance – Susan Sarandon (královna Narissa)
- 2007 – TV film Invaze – Stephanie Berry (Carly)
- 2007 – TV film Herci – Josiane Balasko (André Dussollier)
- 2007 – TV film Gangster – Cicely Tyson (Stephanie St. Clair)
- 2007 – TV film Daleko od ní – Julie Christie (Fiona Anderson)
- 2007 – TV film Cabiriiny noci – Pina Gualandri (Matilda)
- 2007 – TV film Belphegor: Fantom Louvru – Julie Christie (Glenda Spencerová)
- 2008–2013 – seriál Síla lásky – 1.–8.série – Mona Seefried (Charlotte Saalfeld)
- 2008 – seriál Řekni, kdo tě zabil – Swoosie Kurtz (Lily Charlesová)
- 2008 – seriál Právo a pořádek – 5.série – S. Epatha Merkerson (poručík Anita Van Buren)
- 2008 – seriál Plastická chirurgie s. r. o. – 4.série – Catherine Deneuve (Diana Lubeyová)
- 2008 – seriál Plastická chirurgie s. r. o. – 5.série – Sharon Gless (Colleen Roseová)
- 2008 – seriál Já, Claudius – Siân Phillips (Livia)
- 2008 – seriál Dharma a Greg – 3.série – Mimi Kennedy (Abby O'Neilová)
- 2008 – seriál Cordierovi, soudce a policajt – 7.–12.série – Antonella Lualdi (Lucia Cordierová)
- 2008 – seriál Battlestar Galactica – 1.–3.série – Mary McDonnell (Laura Roslinová)
- 2008 – seriál 24 hodin – 4.série – Shohreh Aghdashloo (Dina Arazová)
- 2008 – TV film Zámek v oblacích – Lauren Bacall (čarodějnice z Pustin)
- 2008 – TV film Zákon touhy – Carmen Maura (Tina Quintero)
- 2008 – TV film Rozhádaní dědicové – Barbara Hershey (vévodkyně Lucinda)
- 2008 – TV film Než si pro nás přijde – Beverly Todd (Virginia Chambersová)
- 2008 – TV film Lovci pokladů 2: Kniha tajemství – Helen Mirren (Emily Appletonová)
- 2008 – TV film Jindabyne – Deborra-Lee Furness (Jude)
- 2008 – TV film Hranice života – Kate Burton (paní Lethmanová)
- 2008 – TV film Addamsova rodina 2 – Anjelica Huston (Morticia Addamsová)
- 2009 – seriál Policejní odznak – 7. série – (kapitánka Claudette Wyms)
- 2009 – seriál Médium – 4.–5.série – Anjelica Huston (Cynthia Keenerová)
- 2009 – seriál Internát – 1.–2.série – Amparo Baró (Jacinta García)
- 2009 – seriál Dharma a Greg – 4.–5.série – Mimi Kennedy (Abby O'Neilová)
- 2009 – seriál Deník zasloužilé matky – Reba McEntire (Reba Hartová)
- 2009 – seriál Californication – 3.série – Kathleen Turner (Sue Collini)
- 2009 – TV film Podfu(c)k – Sorcha Cusack (Máma O´Neilová)
- 2009 – TV film Phoenix – Anjelica Huston (Leila)
- 2009 – TV film Muž a jeho pes – Julika Jenkins (Jeanne)
- 2009 – TV film Duch spisovatele – Karen Black, Carrie Fisher (Renee, reportérka)
- 2009 – TV film Báječný svět shopaholiků – Kristin Scott Thomas (Aletta Naylorová)
- 2009 – TV film Alvin a Chipmunkové 2 – (Rubinová)
- 2010 – seriál Rookie Blue – 1.série – Melanie Nicholls-King (Noelle Williamsová)
- 2010 – seriál Internát – 3.–4.série – Amparo Baró (Jacinta García)
- 2010 – seriál Glee – 1.série – Jane Lynch (Sue Sylvesterová)
- 2010 – seriál Battlestar Galactica – 4.série – Mary McDonnell (Laura Roslinová)
- 2010 – TV film Švindlíři – Anjelica Huston (Lilly Dillon)
- 2010 – TV film Star Trek V: Nejzazší hranice – Nichelle Nichols (Uhura)
- 2010 – TV film Rande v Římě – Anjelica Huston (Celeste)
- 2010 – TV film První liga 2 – Margaret Whitton (Rachel Phelpsová)
- 2010 – TV film První liga – Margaret Whitton (Rachel Phelpsová)
- 2010 – TV film Pinocchio 3000 – Whoopi Goldberg (víla Cyberina)
- 2010 – TV film Mořská bestie – Gwynyth Walsh (Barbara)
- 2010 – TV film Léčba šokem – Annie Girardot (Hélène Masson)
- 2010 – TV film Krásná Locika – Suzanne von Borsody (zlá čarodějnice)
- 2010 – TV film Karate Kid – (Pcho)
- 2010 – TV film Dům her – Lilia Skala (Dr. Maria Littauerová)
- 2010 – TV film Cry-Baby – Polly Bergen (paní Vernon-Williamsová)
- 2010 – TV film Doktor Smrt – Rondi Reed (soudkyně Cooperová)
- 2011 – seriál Wallander – 1.série – Sadie Shimmin (Lisa Holgersson)
- 2011 – seriál Skladiště 13 – 1.série – CCH Pounder (Irene Fredericová)
- 2011 – seriál Plastická chirurgie s. r. o. – 6.série – Vanessa Redgrave (Erica Noughtonová)
- 2011 – seriál Glee – 2.série – Jane Lynch (Sue Sylvesterová)
- 2011 – TV film V žánru noci: Zestárni se mnou – Constance McCashin (Pauline Given Ryanová)
- 2011 – TV film Sešlost podezřelých – Lenore Banks (slečna Merleová)
- 2011 – TV film Poslední tango v Paříži – Maria Michi (Rosina matka)
- 2011 – TV film Poslední pokušení Krista – Verna Bloom (Marie)
- 2011 – TV film Rikky a Pete – Dorothy Alison (pani Menziesová)
- 2011 – TV film Narodil se Kristus Pán! – Pam Ferris (paní Bevanová)
- 2011 – TV film Muž meteor – Marla Gibbs (Jeffova matka)
- 2011 – TV film Mupeti – Whoopi Goldberg (Whoopi Goldberg)
- 2011 – TV film Konečně spolu – Bette Midler (Bernice Graves)
- 2011 – TV film Joe Dancer: Hořká pilulka – Neva Patterson (Eliza Farrenpourová)
- 2011 – TV film Darjeeling s ručením omezeným – Anjelica Huston (Patricia)
- 2011 – TV film Červená Karkulka – Julie Christie (babička)
- 2011 – TV film Auta 2 – Jenifer Lewis (Flo)
- 2011 – Oprah show – Oprah Winfrey
- 2011 – Talk show bez zábran – Roseanne Barr
- 2011 – dokument Miluju svůj mobil a počítač – Ann-Marie MacDonald (komentář)
- 2012 – seriál Tělo jako důkaz – Brenda Pressley (Laura Chapmanová)
- 2012 – seriál Skladiště 13 – 2.série – CCH Pounder (Irene Fredericová)
- 2012 – seriál Scubs: Doktůrci – 1.série – Aloma Wright (sestra Laverne Robertsová)
- 2012 – seriál Nouzové přistání – Wendie Malick (Victoria Chaseová)
- 2012 – seriál Nahoru a dolů – 3.série – Lily Tomlin (Tammy)
- 2012 – seriál Kdo přežije: Austrálie – 2.série – (Maralyn)
- 2012 – seriál Grimm – 1.série – Sharon Sachs (Dr. Harperová)
- 2012 – seriál Glee – 3.série – Jane Lynch (Sue Sylvesterová)
- 2012 – seriál To je vražda, napsalaKeltská hádanka – Helena Carroll (Kitty Murphyová)
- 2012 – TV film Výměna – Wendy Worthington, Lily Knight, Pamela Dunlap (sestra na příjmu, paní Clayová, učitelka Foxová)
- 2012 – TV film Výlet s mámou – Barbara Streisand (Joyce Brewsterová)
- 2012 – TV film Vánoční příběh – Whoopi Goldberg (Danielova šéfová)
- 2012 – TV film V nejlepším zájmu dětí – Elizabeth Ashley (Carla Scottová)
- 2012 – TV film Troll – June Lockhart (Eunice St. Clairová)
- 2012 – TV film Rocker – Jane Lynch (Lisa)
- 2012 – TV film Policajtka – Shirley Knight (Elanora Davisová)
- 2012 – TV film Nora Roberts: Polární záře – Jayne Eastwood (starostka Hoppová)
- 2012 – TV film Nadějný rok – Anjelica Huston (Annie Aukletová)
- 2012 – TV film Můj otec, můj syn – Grace Zabriskie (Mouza)
- 2012 – TV film Melancholia – Charlotte Rampling (Gaby)
- 2012 – TV film Loď lásky – Line Renaud (Simone)
- 2012 – TV film Laputa: Nebeský zámek – (Dora)
- 2012 – TV film Jinak jen smrt – Margot Kidder (Dorothy)
- 2012 – TV film Hurá do Afriky! – Dawn French (Angie)
- 2012 – TV film Herkules a Xena: Bitva o Olymp – Joy Watson (Hera)
- 2012 – TV film Gangster – Cicely Tyson (Stephanie St. Clair)
- 2012 – TV film Exterminátor: Třída 1999 – Pam Grier (paní Connorsová)
- 2012 – TV film Ďábel v těle – Suzan Crowley (Maria Rossová)
- 2012 – TV film Amazing Spider-Man – Barbara Eve Harris (paní Ritterová)
- 2012 – TV film Aféra Profumo – Britt Ekland (Mariella Novotny)
- 2013 – TV film Star Trek VII: Generace – Barbara March (Lursa)
- 2013 – TV film Pět žen – Annie Potts (Helen)
- 2013 – TV film Na sever severozápadní linkou – Jessie Royce Landis (Clara Thornhillová)
- 2013 – TV film Komuna mé matky – Jane Fonda (Grace)

### Audioknihy
- audiokniha Paní Bovaryová, 2017, vydala Audiotéka v edici Mistři slova. Edice Mistři slova je plná literárních pokladů. Naše nejlepší herecké hlasy, které jsou nám tak blízké, namlouvají své oblíbené knihy a významná literární díla, která je oslovila, ovlivnila a k nimž se třeba i rádi vracejí.
- audiokniha Letecké katastrofy a jejich vyšetřování, 2019, vydala Audiotéka